# The Sims 3: Husdjur
The Sims 3: Husdjur är det femte expansionspaketet till serien The Sims 3 utvecklat av Electronic Arts. Spelet låter simmarna ha hundar, katter och hästar som husdjur, samt mindre djur som kräldjur, gnagare och fåglar. Spelet släpptes i Nordamerika 18 oktober 2011. Den 20 oktober 2011 släpptes expansionspaketet i Sverige.